# مة جان
مة جان (بالفارسية: مه جان) هي قرية تقع في Sedeh District في إيران. يقدر عدد سكانها بـ 435 نسمة بحسب إحصاء 2016.